# Paraprotaetia sumatrana
Paraprotaetia sumatrana är en skalbaggsart som beskrevs av Moser 1907. Paraprotaetia sumatrana ingår i släktet Paraprotaetia och familjen Cetoniidae. Inga underarter finns listade i Catalogue of Life.